# Natale Cirino
Natale Cirino (Catania, 5 febbraio 1894 – Palermo, 29 maggio 1962) è stato un attore italiano attivo in teatro e al cinema.

## Biografia
Attore teatrale, recita con Giovanni Grasso, Tommaso Marcellini, Turi Pandolfini, Michele Abruzzo, Rosina Anselmi, e altri. Nel 1928 formò una propria compagnia. Sul grande schermo fa il suo esordio nel 1943 e fino al 1960 recita in una quarantina di film, diretto da Pino Mercanti, Zampa, Germi, Coletti, Pàstina e diversi altri. Ha ottenuto un'unica volta il ruolo da protagonista nell'episodio La giara del film Questa è la vita, tratto da una novella di Luigi Pirandello. Era sposato con l'attrice teatrale Rita Alaimo (1894-1964).

## Filmografia

### Cinema
- All'ombra della gloria, regia di Pino Mercanti (1945)
- Malacarne, regia di Pino Mercanti (1946)
- Il principe ribelle, regia di Pino Mercanti (1947)
- Anni difficili, regia di Luigi Zampa (1947)
- In nome della legge, regia di Pietro Germi (1948)
- Il cammino della speranza, regia di Pietro Germi (1950)
- Gli inesorabili, regia di Camillo Mastrocinque (1950)
- Il monello della strada, regia di Carlo Borghesio (1950)
- Il brigante Musolino, regia di Mario Camerini (1950)
- Il bivio, regia di Fernando Cerchio (1950)
- Carcerato, regia di Armando Grottini (1951)
- Amo un assassino, regia di Baccio Bandini (1951)
- Buon viaggio, pover'uomo, regia di Giorgio Pàstina (1951)
- Cameriera bella presenza offresi..., regia di Giorgio Pàstina (1951)
- Lorenzaccio, regia di Raffaello Pacini (1951)
- È arrivato l'accordatore, regia di Duilio Coletti (1952)
- Il brigante di Tacca del Lupo, regia di Pietro Germi (1952)
- Processo contro ignoti, regia di Guido Brignone (1952)
- Il segreto delle tre punte, regia di Carlo Ludovico Bragaglia (1952)
- La carovana del peccato, regia di Pino Mercanti (1952)
- Tormento del passato, regia di Mario Bonnard (1952)
- Ergastolo, regia di Luigi Capuano (1952)
- Rimorso, regia di Armando Grottini (1952)
- Fratelli d'Italia, regia di Fausto Saraceni (1952)
- Saluti e baci, regia di Maurice Labro e Giorgio Simonelli (1953)
- Maddalena, regia di Augusto Genina (1953)
- La giara, episodio di Questa è la vita, regia di Giorgio Pàstina (1954)
- Accadde al commissariato, regia di Giorgio Simonelli (1954)
- Lettera napoletana, regia di Giorgio Pàstina (1954)
- Ballata tragica, regia di Luigi Capuano (1954)
- Il cardinale Lambertini, regia di Giorgio Pàstina (1954)
- Buonanotte... avvocato!, regia di Giorgio Bianchi (1955)
- La rossa, regia di Luigi Capuano (1955)
- Una sera di maggio, regia di Giorgio Pàstina (1955)
- Scapricciatiello, regia di Luigi Capuano (1955)
- Cantami: Buongiorno Tristezza!, regia di Giorgio Pàstina (1955)
- Accadde al penitenziario, regia di Giorgio Simonelli (1955)
- Il mondo sarà nostro (El expreso de Andalucía), regia di Francisco Rovira Beleta (1956)
- Il cavaliere dalla spada nera, regia di László Kish e Luigi Capuano (1956)
- Arrivano i dollari!, regia di Mario Costa (1957)
- Italia piccola, regia di Mario Soldati (1957)
- Il cavaliere del castello maledetto, regia di Mario Costa (1958)
- Via Margutta, regia di Mario Camerini (1960)